# Louis Dutaud
Louis Dutaud est un homme politique français né le 15 juin 1883 à Ardin (Deux-Sèvres) et décédé le 23 juillet 1929 à Ardin
Propriétaire agriculteur, il est conseiller municipal d'Ardin en 1908, puis maire en 1910. Il est conseiller d'arrondissement en 1910 et conseiller général du canton de Coulonges en 1913. Il est sénateur des Deux-Sèvres de 1927 à 1929, inscrit au groupe de la Gauche démocratique.

## Sources
- « Louis Dutaud », dans le Dictionnaire des parlementaires français (1889-1940), sous la direction de Jean Jolly, PUF, 1960 [détail de l’édition]
- Ressource relative à la vie publique :   - Sénat